# Лутенская волость
Лу́тенская волость — административно-территориальная единица в составе Брянского (с 1921 — Бежицкого) уезда, существовавшая в 1895—1922 годах.
Административный центр — село Лутна.

## История
Лутенская волость была образована 26 мая 1895 года путём выделения из Акулицкой волости; первоначально объединяла 6 населённых пунктов: сёла Лутна и Деньгубовка, деревни Мармазовка, Павлинка, Барковичи, посёлок Людинка.
C 12 июля 1918 года часть Лутенской волости была передана в новообразованную Людинковскую волость.
В ходе укрупнения волостей, 13 марта 1922 года Лутенская волость была упразднена, а её территория присоединена к Людинковской волости.
Ныне вся территория бывшей Лутенской волости входит в Клетнянский район Брянской области.

## Административное деление
В 1920 году в состав Лутенской волости входили следующие сельсоветы: Барковичский, Деньгубовский, Лутенский, Мармазовский, Осиновский, Павлинский, Пестраковский, хуторов 1-й группы, хуторов 2-й группы.